# Grzegorz Zgliński
Grzegorz, dit Greg, Zgliński, né le 8 avril 1968 à Varsovie, en Pologne est un réalisateur polonais vivant en Suisse.

## Filmographie
- 2004 : Tout un hiver sans feu

## Télévision
- 2015 : Le Crime
- 2015 : Le Temps d'Anna

## Récompenses et distinctions
- Grand Prix Signis pour le meilleur film pour Tout un hiver sans feu
- Prix du cinéma suisse 2005 pour Tout un hiver sans feu